# Leopold Franc
Leopold Franc (14. června 1929 Třebíč – 5. května 2004 Brno) byl český herec.

## Biografie
Leopold Franc se narodil v Třebíči, kde se od mládí věnoval amatérskému divadlu, následně odešel studovat činoherní herectví do Brna na Divadelní fakultu Janáčkovy akademie múzických umění; studium ukončil v roce 1953. Během studia působil ve Studiu Marta. Po skončení studia nastoupil do Horáckého divadla v Jihlavě, kde působil do roku 1956, od téhož roku působil v Divadle Oldřicha Stibora v Olomouci, kde již hrál hlavní role a působil tam do roku 1960. V roce 1960 nastoupil do divadla E. F. Buriana v Praze, kde působil následující dva roky. Od roku 1962 pak působil ve Státním divadle v Brně, kde jeho první rolí byl Sancho Panza v díle Zmoudření dona Quijota. Často spolupracoval s Miroslavem Horníčkem. Mezi lety 1986 a 1989 hrál také v satirickém divadle Večerní Brno. V brněnském divadle působil do roku 1991. Působil primárně jako divadelní herec, jako televizní herec se příliš neprosadil, hrál například ve filmu Kdo hledá zlaté dno nebo ve filmu Dneska přišel nový kluk. Působil však rovněž v pořadech Československé televize v Brně, kdy hrál různé role v pohádkách nebo v televizním zpracování divadelních děl.
Zemřel v Brně dne 5. května 2004.